# Mečířova vila
Frišova (též Mečířova) vila je jedním z nejreprezentativnějších obytných domů v Plzeňské čtvrti Lochotín. Jedná se o stylově smíšený objekt (historizující styly, pozdní secese, moderna) a plzeňský stavitel Václav Friš dům v letech 1914 – 1915 stavěl pro svou rodinu.

## Architektura
Vilu navrhl v roce 1914 pro Friše architekt Oldřich Starý a součástí jeho návrhu byly také další objekty v zahradě, např. garáž, skleník, besídka. Vila je se zahradou propojena soustavou teras a schodišť.
První pohled na dům evokuje vliv historizující stylů (věžičky, členité štíty, lodžie, mansardové střechy), drobnější detaily (okna, zábradlí) už odkazují na styl secesní a modernistický. Fasády jsou doplněny rostlinnými motivy od plzeňského sochaře Otokara Waltra.
Hlavním prostorem domu je centrální schodišťová hala přes dvě podlaží, ostatní místnosti pak jsou rozmístěny okolo ní. Všechny stropy reprezentačních a obytných prostor měly bohatou štukovou výzdobu, stěny měly ve většině případů táflování z exotického dřeva. Tyto zdobné prvky jsou v interiéru zachovány.

## 2. polovina 20. století
Po druhé světové válce byla vila znárodněna a využívána jako škodovácký internát. Po roce 1960 byla ve vile provozována mateřská škola. Tento způsob využití nevyžadoval žádné výrazné úpravy interiéru a vila zůstala až do 90. let v podstatě v původní podobě a v dobrém stavu. Poté byla vila vrácena v restituci a ihned prodána. Nový vlastník ponechal vilu několik let neobývanou, a ta se stala cílem vandalů (např. krádež měděného plechu ze střechy způsobila zatékání a následné výrazné poškození interiéru vily). Koncem 90. let 20. století získali objekt noví vlastníci, kteří objekt postupně rekonstruují. Vila slouží nejen k obytným, ale také ke společenským účelům (např. koncerty).